# Distrito de Sina
Sina es un distrito de la provincia de San Antonio de Putina, en el departamento de Puno, Perú. Según el censo de 2017, tiene una población de 1.649 habitantes.
Desde el punto de vista jerárquico de la Iglesia Católica forma parte de la  Diócesis de Puno, sufragánea de la Arquidiócesis de Arequipa.

## Historia
El distrito fue creado por Ley del 2 de mayo de 1854, en el gobierno del Presidente José Rufino Echenique. Luego pasa a formar parte de la provincia de San Antonio de Putina.

## Geografía
El distrito de Sina tiene una superficie de 163,43 km² y se ubica a 3 229 m s. n. m., en el sur de Perú.

## Autoridades

### Municipales
- 2019- 2022
  - Alcalde: Gabriel R. Mollinedo Bustinza

### Policiales
- Comisario:  PNP

### Religiosas
- Diócesis de Puno[4]
  - Obispo: Mons. Jorge Pedro Carrión Pavlich.

## Festividades
- Virgen de la Candelaria